# پایین‌رستم
پایین‌رستم، روستایی است از توابع بخش مرکزی شهرستان قائم‌شهر در استان مازندران ایران.

## جمعیت
این روستای زیبا وکوچک در بالاتجن قرار داشته و براساس آخرین سرشماری مرکز آمار ایران که در سال ۱۳۹۵صورت گرفته، جمعیت آن۶۰نفر ۱۶خانوار) بوده‌است.